# Monze (Zambia)
Monze es una localidad y una diócesis católica de Zambia. Está situada a caballo entre Lusaka y Livingstone, y es hogar, entre otros lugares, de la etnia makololo.